# Up (film 2009)
Up è un film d'animazione del 2009 scritto e diretto da Pete Docter e Bob Peterson (quest'ultimo in veste di co-regista).
Il film, basato su una storia originale di Docter, Peterson e Tom McCarthy, è il 10º lungometraggio animato realizzato dai Pixar Animation Studios, in co-produzione con la Walt Disney Pictures, e distribuito dai Walt Disney Studios Motion Picture.
Acclamato dalla critica e dal pubblico, la pellicola ha aperto il 62º Festival di Cannes il 13 maggio 2009. Inoltre è stato il secondo film di animazione della storia ad essere stato candidato agli Oscar come miglior film dopo La bella e la bestia nel 1991, ottenendo 5 candidature in totale, e vincendo due Premi Oscar, ossia miglior film d'animazione e migliore colonna sonora (composta da Michael Giacchino, già compositore dei film Pixar Gli Incredibili - Una "normale" famiglia di supereroi e Ratatouille), il Golden Globe e il BAFTA in entrambe le categorie.
È il primo film della Pixar ad essere realizzato anche per la proiezione in formato digitale tridimensionale Disney Digital 3-D.

## Trama
New Hampshire, 1939. Carl Fredricksen è un bambino che sogna di vivere mille avventure come il suo idolo, l'esploratore Charles Muntz. Egli è accompagnato da dei cani addestrati e viaggia per il mondo alla ricerca di animali rari, tra cui un misterioso uccello gigante che vive nelle Cascate Paradiso, nel Sud America. Attraverso un cinegiornale, il piccolo Carl scopre che lo scheletro dell'uccello che Muntz sosteneva di aver catturato, viene reputato un falso. Privato di tutte le onorificenze, Muntz decide di tornare alle Cascate Paradiso per catturare il volatile giurando di non tornare finché non avrà compiuto la sua missione.
Mentre corre per la strada con il suo palloncino blu, Carl sente una voce provenire da una vecchia casa abbandonata: in quello che dovrebbe essere il soggiorno, incontra Ellie, una bambina anch'essa appassionata delle storie dell'esploratore Muntz, che esattamente come Carl desidera raggiungere le Cascate Paradiso per vivere tante avventure. Una notte, Ellie va a casa di Carl, facendogli promettere di portarla con tutta la casa alle Cascate Paradiso regalandogli un grande libro dove secondo le sue intenzioni racconteranno le loro avventure.
Passano gli anni: Carl ed Ellie si sposano, si trasferiscono nella casa in cui andavano a giocare quando erano bambini e trovano lavoro allo zoo della città. I due desiderano avere un figlio, ma sfortunatamente il ginecologo spiega loro che Ellie non può fare bambini perché ha subito un aborto spontaneo ed è sterile. In seguito, i due cercano di mettere da parte i soldi per il viaggio in Sud America. Purtroppo, la coppia deve continuamente annullare il viaggio per colpa delle bollette, delle riparazioni, delle spese mediche e degli acciacchi dell'età, ma senza perdere la felicità. Quando ormai lui e la moglie sono anziani, Carl riesce finalmente a comprare i biglietti per il Sud America con i soldi della pensione, ma mentre sta per mostrarli ad Ellie, lei si ammala gravemente e muore in ospedale.
Alcuni anni dopo, Carl vive da solo nella stessa casa, che ora si trova all'interno di un cantiere edile. Un giorno, Carl riceve la visita di Russell, un bambino scout che desidera aiutarlo per ottenere il distintivo-scout di "assistenza agli anziani" che gli permetterebbe di completare il suo medagliere e di ricevere le attenzioni di suo padre, che è sempre in viaggio all'estero per motivi di lavoro; ma Carl lo allontana con una scusa. Poco dopo però, la cassetta postale di Carl viene involontariamente urtata da un bulldozer. Un operaio cerca di riparare il danno, ma il furibondo Carl lo ferisce brutalmente alla testa con una bastonata. A causa di ciò, Carl viene portato in tribunale e il giudice lo obbliga al ricovero in una casa di riposo. Il giorno dopo, due infermieri vengono a prendere Carl, ma il vecchio riesce a fuggire collegando milioni di palloncini al camino che fanno volare via la casa.
Durante il volo, Carl sente qualcuno bussare alla porta: è Russell, che era rimasto bloccato sulla veranda e non è riuscito a scendere in tempo. Seppur con riluttanza, Carl è costretto a farlo entrare ed insieme arrivano in Sud America in prossimità delle cascate. Arrivati a destinazione, Carl e Russell incontrano un gigantesco uccello colorato simile a uno struzzo che Russell chiama "Kevin" e Dug, un cane dotato di un collare che gli consente di parlare, che si affeziona a Carl e a Russell.
Dug si mette in viaggio con Carl e Russell, pensando di prendere Kevin come prigioniero (in realtà, Dug è in missione solitaria per catturare Kevin, per portare l'uccello ad Alfa, Beta e Gamma, tre cani che come lui, possiedono dei collari parlanti) Dopo aver fatto un bel po' di strada, Kevin ritorna dai suoi piccoli. Improvvisamente, Carl e Russell vengono attaccati da Alfa, Beta e Gamma, i quali li portano dal loro padrone. Ben presto, Carl scopre che i cani appartengono a Charles Muntz, il suo idolo ormai novantenne, che lo invita assieme a Russell a bordo del suo dirigibile. Mentre sono nella sala da pranzo, Muntz racconta ai suoi ospiti di essere rimasto per moltissimi anni in Sud America, per dare la caccia all'uccello misterioso, la cui tana si trova all'interno di enorme labirinto, da cui è impossibile uscire,  e lì Muntz ci ha perso molti dei suoi cani. Carl e Russell scoprono con orrore e sgomento che Muntz sta dando la caccia proprio alla specie a cui appartiene Kevin, e che a causa di questa sua ossessione, ha ucciso molti altri esploratori, pensando che volessero appropriarsi della sua preda. Sfortunatamente, Muntz si accorge che Kevin è sul tetto della casa di Carl e ordina ai suoi cani di inseguire Carl e Russell per ucciderli e avere finalmente l'uccello. Con l'aiuto di Kevin e Dug, Carl e Russell riescono a fuggire.
Ma durante la fuga, Kevin viene azzannata da Alfa, e Russell le fascia la zampa ferita. Più tardi, Carl, Russell e Dug riescono a riportare Kevin alla sua tana. Ma improvvisamente, arriva Muntz a bordo del suo dirigibile, che intrappola l'uccello in una rete e dà fuoco alla casa di Carl, costringendolo a scegliere tra la sua abitazione e Kevin. Carl salva la casa dalle fiamme, mentre Muntz cattura Kevin e se la porta via. Carl riparte per le Cascate Paradiso seguito da Russell, che è deluso con Carl per non aver protetto Kevin.
I due arrivano con la casa in cima alle cascate, ma Russell è ancora arrabbiato e così si apparta. Mentre entra in casa depresso, Carl sfoglia sconsolato il "libro delle mie avventure" lasciatogli da Ellie; arrivato all'ultima pagina, legge una dedica che la moglie gli ha lasciato pochi giorni prima di morire: "Grazie per l'avventura. Ora va', e vivine un'altra". Sollevato, Carl si appresta ad andare a salvare Kevin, ma proprio mentre sta per dirlo a Russell, il bambino stacca molti palloncini dalla casa e li usa per raggiungere il dirigibile di Muntz. Allora, Carl svuota la casa per renderla più leggera e subito dopo parte insieme a Dug, che era rimasto sotto il portico. Nel frattempo, Russell riesce a raggiungere e ad entrare nel dirigibile di Muntz, venendo però scoperto e fatto prigioniero.
Per fortuna, Carl e Dug arrivano in soccorso e liberano Russell e Kevin. Poi, Muntz e Carl si incontrano e si affrontano in un duello, Dug lotta contro i cani, spodestando Alfa e diventando nuovo capo dei cani, mentre Russell cerca di pilotare la casa. Durante la battaglia, Muntz spara ai palloncini della casa di Carl con dentro l'uccello, il cane e il bambino, i quali però riescono a salvarsi. Alla fine della battaglia, la casa precipita e scompare tra le nuvole, ma allo stesso tempo, Carl è sereno, perché i ricordi di Ellie gli rimangono nel cuore e non in quella casa. Nel frattempo Muntz, cercando di uccidere i protagonisti, finisce con una gamba impigliata nei fili di alcuni palloncini, che poco di staccano, e così Muntz precipita nel vuoto, perdendo la vita.
Alla fine, Carl e Russell riportano Kevin dai suoi piccoli, dopodiché tornano nel New Hampshire col dirigibile di Muntz. Russell riesce ad ottenere il distintivo che desiderava e Carl gli dona anche la spilla che lui ed Ellie usavano da bambini. Da quel giorno, Carl vive nel dirigibile insieme a Russell e Dug, godendosi una nuova fase della sua vita. Intanto, la casa di Carl è atterrata a sua insaputa a fianco delle Cascate Paradiso, proprio come desiderava Ellie da bambina.

## Personaggi
- Carl Fredricksen: un uomo di 78 anni, burbero, scorbutico, solitario, testardo e permaloso. Diverse volte però, dimostra di essere in realtà molto saggio, sensibile, gentile, altruista, coraggioso, sincero e dal grande cuore. Fin da bambino è un fan del famoso esploratore Charles Muntz. All'inizio del film, si innamora della giovane e allegra Ellie, che diventerà sua moglie, con cui condivide il sogno di andare alle Cascate Paradiso, il posto dove Charles Muntz è andato. Realizzerà questo sogno solo dopo la morte di Ellie.
- Russell Jang: un bambino di 8 anni molto simpatico, coraggioso e vivace, anche se un po' maldestro e goffo. Siccome i suoi genitori sono divorziati, Russell non vede mai suo padre, che è sempre in viaggio per lavoro. Il suo sogno è diventare un "Esploratore scelto della natura selvaggia". Per raggiungere questo obiettivo, deve ottenere l'ultimo distintivo: "assistenza agli anziani". Mentre cerca di aiutare Carl, che lo aveva ingannato, finisce nel portico della sua casa quando questa prende il volo. Si affezionerà subito a Kevin, che proteggerà sempre.
- Kevin: un enorme uccello dal piumaggio variopinto discendente dall'estinto fororaco, è un esemplare alto 4,50 m, incapace di volare, che Muntz vuole catturare. È un uccello dispettoso e testardo. Inizialmente sembra essere un maschio, ma verso la metà del film si scopre che è una femmina. Si affezionerà subito a Russell, che tratterà quasi come un figlio. Adora molto la cioccolata ed a volte inghiotte e risputa il bastone di Carl, il quale alla fine regala le palline da tennis, attaccate al bastone, ai pulcini di Kevin.
- Dug: un cane di razza golden retriever che aiuta i protagonisti. È un cane maldestro e pasticcione, ma anche dolce e simpatico. Possiede un collare che gli permette di parlare come un essere umano. Già dopo il primo incontro dichiara di voler bene a Carl, chiedendogli di essergli amico e di rimanere con lui, tradendo Muntz. Alla fine del film, diventerà il nuovo capo del branco di cani.
- Charles F. Muntz: un uomo di 92 anni, coraggioso e affascinante, ma che a seguito di anni di ricerca ossessiva e di isolamento per trovare Kevin è diventato paranoico, subdolo, egoista, malvagio, spietato e crudele. Inizialmente, quando incontra per la prima volta Carl e Russell, si dimostra cortese con loro, ma appena scopre che sono amici di Kevin, cercherà di sfruttarli per catturarla. Alla fine, muore precipitando dal suo dirigibile dopo un combattimento contro Fredricksen.
- Alpha: un dobermann arrogante, autoritario ed egoista. È il capo dei cani di Muntz ed è sempre severo e prepotente con i suoi sottoposti, anche se sembra voler bene a Muntz e ai compagni Beta e Gamma. Prova un profondo odio per Dug, a causa della goffaggine di quest'ultimo. Alla fine cambierà e diventerà buono, venendo spodestato da Dug con il collare della vergogna. Nei titoli di coda suggeriscono che diventa un animale domestico di uno dei residenti della Casa di Riposo di Carl. Contrariamente agli altri cani, il suo collare viene spesso danneggiato e ciò gli conferisce una voce acuta che stride con il suo aspetto feroce.
- Beta: un rottweiler cinico e sarcastico. È sempre agli ordini di Alfa, che rispetta molto, ma è più evoluto di lui, infatti Muntz l'ha fatto diventare il leader dei "Capo Grigio", una squadra di tre cani bombardieri, i cui altri componenti sono Gamma ed Omega (Grigio 2 e 3). Viene sconfitto per incidente da Russell, alla fine cambierà e diventerà buono. Nei titoli di coda suggeriscono che diventa un animale domestico di uno dei residenti della Casa di Riposo di Carl.
- Gamma: un bulldog ottuso. Anche lui, come Beta, è sempre agli ordini di Alfa, che rispetta molto, ma è più evoluto, essendo vice dei Capo Grigio. Anche lui viene sconfitto per lo stesso incidente aereo da Russell. Alla fine cambierà e diventerà buono. Nei titoli di coda suggeriscono che diventa un animale domestico di uno dei residenti della Casa di Riposo di Carl.
- Ellie Fredricksen: la moglie di Carl. È una donna coraggiosa, gentile e vivace. Fin da bambina, quando era povera a causa della Grande depressione, condivideva l'amore di Carl per l'avventura e ammirava Muntz, senza però sapere chi era veramente. È lei a trasmettere a Carl il sogno di andare alle Cascate Paradiso, lasciandogli il "Libro delle mie avventure", prima di morire. In esso è contenuto un importante messaggio per Carl.

## Produzione
Il film venne concepito da Pete Docter nel 2004 con il titolo di Heliums. Ha sviluppato la fantasia della casa volante sull'idea di scappare quando non sei felice della tua vita, che deriva in parte dalle ansie sociali che Docter aveva da adolescente. L'attore e scrittore Tom McCarthy ha aiutato Docter e Bob Peterson a dare forma alla storia per circa tre mesi. Docter ha scelto un anziano per il personaggio principale dopo aver disegnato l'immagine di un vecchio burbero con palloncini sorridenti. I due registi pensavano che un protagonista anziano fosse una buona idea perché sentivano che le loro esperienze e il modo in cui influenzano la loro visione del mondo era una ricca fonte di umorismo. Docter non era preoccupato per un protagonista anziano, affermando che i bambini si sarebbero relazionati con Carl nel modo in cui si relazionano ai loro nonni.

## Colonna sonora
Scritta da Michael Giacchino, ha vinto il premio Oscar per la Miglior colonna sonora 2010.

### Tracce
1. Up With Titles – 0:53
2. We're in the Club Now – 0:43
3. Married Life – 4:10
4. Carl Goes Up – 3:33
5. 52 Chachki Pickup – 1:14
6. Paradise Found – 1:03
7. Walkin' The House – 1:03
8. Three Dog Dash – 0:51
9. Kevin Beak'n – 1:14
10. Canine Conundrum – 2:03
11. The Nickel Tour – 0:52
12. The Explorer Motel – 1:26
13. Escape from Muntz Mountain – 2:43
14. Giving Muntz the Bird – 1:58
15. Stuff We Did – 2:13
16. Memories Can Weigh You Down – 1:12
17. The Small Mailman Returns – 3:11
18. He's Got the Bird – 0:29
19. Seizing the Spirit of Adventure – 5:19
20. It's Just a House – 1:59
21. The Ellie Badge – 1:30
22. Up With End Credits – 7:38
23. The Spirit Of Adventure – 2:23
24. Carl's Maiden Voyage – 0:52
25. Muntz's Dark Reverie – 0:52
26. Meet Kevin in the Jungle – 1:32

Durata totale: 52:56

## Promozione
L'announcement teaser del film è stato presentato nel luglio 2008 durante la manifestazione Comic-Con di San Diego, California.
A novembre 2008 il teaser trailer è stato pubblicato online, in concomitanza con l'apertura del sito ufficiale del film.
A febbraio 2009 ha debuttato sul sito Disney.com (accessibile solo dagli Stati Uniti) una serie di UPisodes, brevi filmati promozionali con il voluto gioco di parole su episodi ed il titolo del film, tradotti poi anche in italiano come UPisodi.

## Distribuzione
Il film è stato distribuito nelle sale cinematografiche statunitensi a partire dal 29 maggio 2009, mentre in Italia dal 15 ottobre dello stesso anno.

### Edizione italiana
La direzione del doppiaggio e i dialoghi italiani sono a cura di Carlo Valli, per conto della Dubbing Brothers Int. Italia.

### Edizione home video
Come da tradizione Pixar, il lungometraggio Up è stato preceduto da un corto d'animazione, Parzialmente Nuvoloso (Partly Cloudy), diretto da Peter Sohn, animatore che ha anche influenzato il personaggio di Russell nel film stesso.

## Accoglienza

### Incassi
L'uscita nelle sale negli Stati Uniti è stata il 29 maggio 2009, mentre in Italia è arrivato il 15 ottobre 2009, conquistando 4.790.000€ nei primi quattro giorni di programmazione (di cui 4.468.000€ dal venerdì alla domenica), segnando il miglior esordio di sempre per una pellicola Pixar in Italia, incassando 15.766.177€ In Italia (terzo miglior incasso per una pellicola Pixar dopo Ratatouille e Alla ricerca di Nemo) e 731.342.744$ nel mondo (terzo miglior incasso assoluto per una pellicola Pixar dopo Alla ricerca di Nemo e Toy Story 3).

### Critica
Sull'aggregatore di recensioni Rotten Tomatoes il film ha una percentuale di gradimento del 98% basato su 289 recensioni; il consenso critico cita: "Un'avventura emozionante, divertente e commovente, Up offre una storia impeccabile raccontata con arguzia e organizzata con profondità, così come un altro piacere visivo Pixar". Metacritic, che utilizza una media ponderata, ha assegnato al film un punteggio di 88 su 100 basato su 37 critici, indicando "il plauso universale".
Il critico cinematografico Roger Ebert ha dato al film quattro stelle su quattro e lo ha definito "un film meraviglioso". La performance vocale di Edward Asner e il montaggio del matrimonio di Carl ed Ellie hanno ricevuto critiche entusiaste.

## Riconoscimenti
- 2010 - Premio Oscar
  - Miglior film d'animazione a Pete Docter
  - Miglior colonna sonora a Michael Giacchino
  - Candidatura Miglior film a Jonas Rivera
  - Candidatura Migliore sceneggiatura originale a Tom McCarthy, Pete Docter e Bob Peterson
  - Candidatura Miglior montaggio sonoro a Michael Silvers e Tom Myers
- 2010 - Golden Globe
  - Miglior film d'animazione
  - Miglior colonna sonora a Michael Giacchino
- 2010 - Premio BAFTA
  - Miglior film d'animazione a Pete Docter
  - Miglior colonna sonora a Michael Giacchino
  - Candidatura Migliore sceneggiatura originale a Pete Docter e Rob Peterson
  - Candidatura Miglior sonoro a Michael Semanick, Michael Silvers e Tom Myers
- 2009 - Festival di Venezia
  - Menzione Speciale a Pete Docter

- 2009 - National Board of Review Award
  - Miglior film d'animazione
- 2010 - Kansas City Film Critics Circle Award
  - Miglior film d'animazione
- 2009 - Los Angeles Film Critics Association Award
  - Miglior film d'animazione a Pete Docter e Rob Peterson
- 2009 - Critics' Choice Movie Award
  - Miglior film d'animazione a Pete Docter
  - Miglior colonna sonora a Michael Giacchino
  - Candidatura Miglior film
  - Candidatura Migliore sceneggiatura originale a Pete Docter e Rob Peterson
- 2009 - Satellite Award
  - Candidatura Miglior film d'animazione o a tecnica mista
  - Candidatura Migliore sceneggiatura non originale a Pete Docter e Rob Peterson
  - Candidatura Miglior colonna sonora a Michael Giacchino

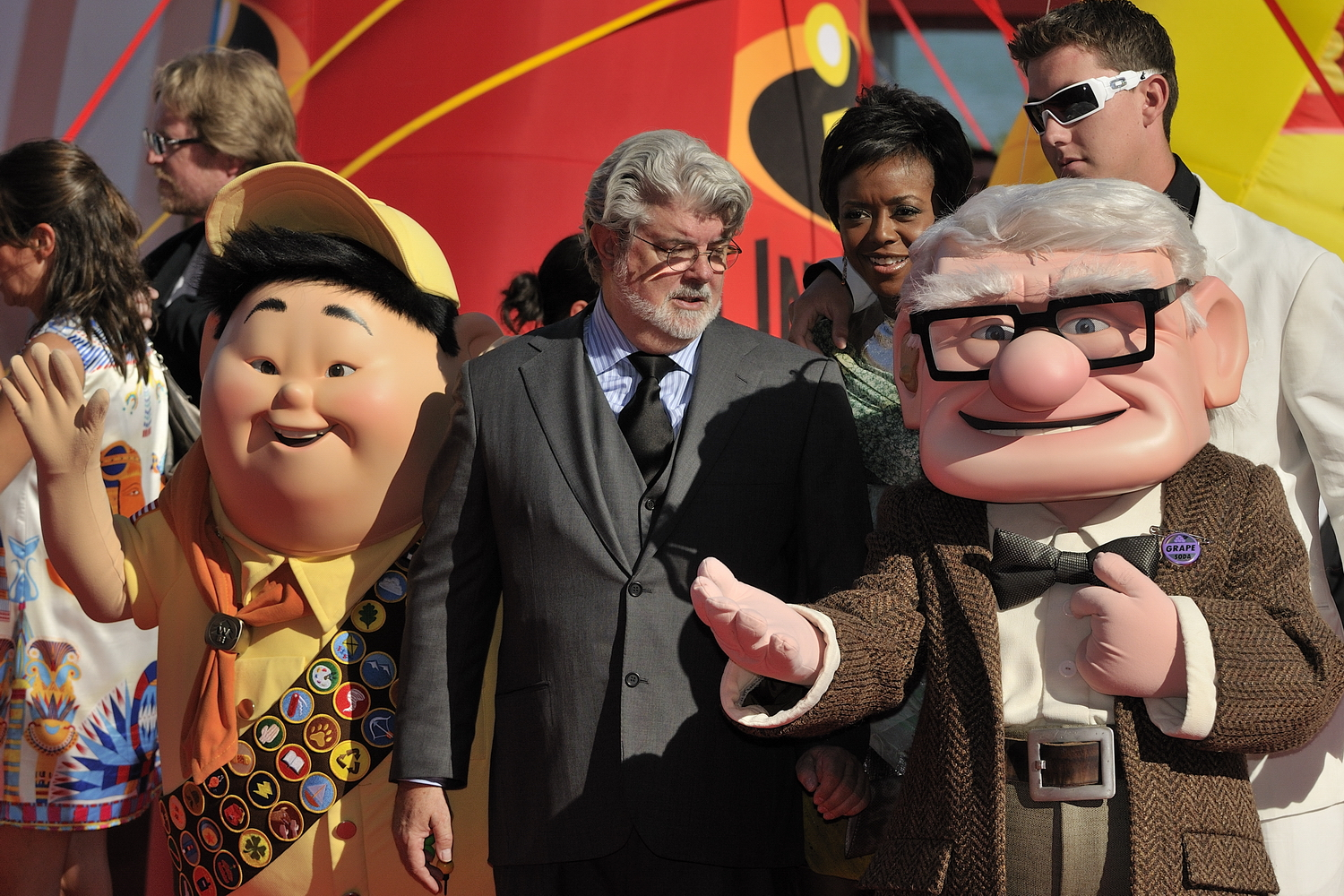
George Lucas assieme ai personaggi del film durante la presentazione al Festival di Venezia 2009

- 2009 - Annie Award
  - Miglior film d'animazione

## Corti e serie animata
Con l'uscita dell'edizione home video del film, tra i contenuti speciali è stato inserito un cortometraggio midquel/spin-off ambientato durante gli eventi del film dal titolo La missione speciale di Dug, in cui il cane Dug parla con gli altri cani poco prima di incontrare i protagonisti.
Il 1º settembre 2021 sulla piattaforma Disney+ è stata pubblicata la serie "Dug Days" (Una vita da Dug). Si tratta di una serie di corti che mostra la vita di Dug che ormai vive con Carl Fredricksen nella sua iconica casa nel New Hampshire.
Nel 2023, insieme al film Elemental, la Pixar distribuisce un cortometraggio sequel della serie tv chiamato L'appuntamento di Carl.